# Verein für Leibesübungen von 1899 1985-1986
Questa voce raccoglie le informazioni riguardanti il Verein für Leibesübungen von 1899 nelle competizioni ufficiali della stagione 1985-1986.

## Stagione
Nella stagione 1985-1986 l'Osnabrück, allenato da Erhard Ahmann, Rolf Grünther e Friedel Hoppe, concluse il campionato di 2. Bundesliga al 14º posto. In Coppa di Germania l'Osnabrück fu eliminato al secondo turno dal Waldhof Mannheim.

## Rosa
| N. |                        | Ruolo | Calciatore      |
| -- | ---------------------- | ----- | --------------- |
|    | Germania (bandiera)    | P     | Gregor Bürschel |
|    | Germania (bandiera)    | P     | Uwe Seiler      |
|    | Germania (bandiera)    | D     | Oskar Bauer     |
|    | Germania (bandiera)    | D     | Willi Brocks    |
|    | Germania (bandiera)    | D     | Günter Eymold   |
|    | Germania (bandiera)    | D     | Dirk Gellrich   |
|    | Germania (bandiera)    | D     | Andreas Helmer  |
|    | Inghilterra (bandiera) | D     | Neale Marmon    |
|    | Germania (bandiera)    | D     | Ulf Metschies   |

| N. |                     | Ruolo | Calciatore          |
| -- | ------------------- | ----- | ------------------- |
|    | Germania (bandiera) | C     | Frank Bohne         |
|    | Germania (bandiera) | C     | Ralf Heskamp        |
|    | Germania (bandiera) | C     | Stefan Holze        |
|    | Germania (bandiera) | C     | Michael Kalkbrenner |
|    | Germania (bandiera) | A     | Ralf Feuerstein     |
|    | Germania (bandiera) | A     | Gerd Grau           |
|    | Germania (bandiera) | A     | Paul Jaschke        |
|    | Germania (bandiera) | A     | Paul Linz           |
|    | Germania (bandiera) | A     | Heiko Venzke        |

## Organigramma societario
Area tecnica
- Allenatore: Friedel Hoppe
- Allenatore in seconda:
- Preparatore dei portieri:
- Preparatori atletici:

## Calciomercato

### Sessione estiva
| Acquisti | Acquisti | Acquisti | Acquisti |
| R.       | Nome     | da       | Modalità |
| -------- | -------- | -------- | -------- |

| Cessioni | Cessioni    | Cessioni              | Cessioni |
| R.       | Nome        | a                     | Modalità |
| -------- | ----------- | --------------------- | -------- |
| C        | Jochen Goll | Olympia Wilhelmshaven |          |

### Sessione invernale
| Acquisti | Acquisti | Acquisti | Acquisti |
| R.       | Nome     | da       | Modalità |
| -------- | -------- | -------- | -------- |

| Cessioni | Cessioni | Cessioni | Cessioni |
| R.       | Nome     | a        | Modalità |
| -------- | -------- | -------- | -------- |

## Risultati

### 2. Bundesliga

#### Girone di andata
| Arbitro: | Dellwing |

|                                             |           |                              |
| Bruns 23’ (aut.) Linz 77’ (rig.) Eymold 88’ | Marcatori | 22’ Pahl 44’ Worm 73’ Plagge |

| Arbitro: | Pauly |

|                                                                       |           |          |
| Schwickert 39’ (rig.), 48’ (rig.), 58’ Dooley 40’, 74’ Fuchs 44’, 54’ | Marcatori | 63’ Linz |

| Osnabrück 10 agosto 1985, ore 15:00 CEST 3ª giornata | Osnabrück | 0 – 0 referto | Arminia Bielefeld | Stadion an der Bremer Brücke (16 000 spett.)\| Arbitro: \| Brehm \| |
| Arbitro:                                             | Brehm     |               |                   |                                                                     |

| Arbitro: | Jupe |

|                        |           |  |
| Kurtenbach 2’ Kropp 9’ | Marcatori |  |

| Arbitro: | Puchalski |

|          |           |  |
| Linz 78’ | Marcatori |  |

| Arbitro: | Müller |

|                                       |           |                          |
| Fiedler 23’ Fotiadis 29’ Dietrich 90’ | Marcatori | 5’, 88’ Linz 47’ Heskamp |

| Osnabrück 4 settembre 1985, ore 19:30 CEST 7ª giornata | Osnabrück   | 0 – 0 referto | Blau-Weiß Berlin | Stadion an der Bremer Brücke (6 000 spett.)\| Arbitro: \| Assenmacher \| |
| Arbitro:                                               | Assenmacher |               |                  |                                                                          |

| Arbitro: | Kruse |

|                            |           |           |
| Stockinger 55’ Wohland 57’ | Marcatori | 30’ Bohne |

| Arbitro: | Hontheim |

|                 |           |            |
| Linz 37’ (rig.) | Marcatori | 67’ Künast |

| Arbitro: | Steinborn |

|                        |           |                                      |
| Kunkel 19’ Allievi 80’ | Marcatori | 6’ Bohne 26’, 34’ Linz 60’ Metschies |

| Arbitro: | Krug |

|          |           |             |
| Linz 64’ | Marcatori | 43’ Kispert |

| Arbitro: | Merk |

|  |           |           |
|  | Marcatori | 82’ Bohne |

| Arbitro: | Kriegelstein |

|          |           |  |
| Ruof 17’ | Marcatori |  |

| Arbitro: | Steffens |

|                                     |           |                        |
| Linz 20’, 56’ (rig.) Holze 42’, 81’ | Marcatori | 13’ Tobollik 35’ Šalov |

| Arbitro: | Weber |

|                                          |           |  |
| Stickroth 51’ (rig.) Nötzel 68’ Sané 73’ | Marcatori |  |

| Arbitro: | Müller |

|                                          |           |  |
| Holze 7’ Marmon 20’ Linz 73’ (rig.), 79’ | Marcatori |  |

| Arbitro: | Schäfer |

|           |           |  |
| Hotić 79’ | Marcatori |  |

| Arbitro: | Retzmann |

|                   |           |                        |
| Linz 46’ Grau 85’ | Marcatori | 86’ Merkle 87’ Vollmer |

| Arbitro: | Horeis |

|  |           |             |
|  | Marcatori | 47’ Heskamp |

#### Girone di ritorno
| Arbitro: | Osmers |

|                            |           |           |
| Plagge 15’ Buchheister 77’ | Marcatori | 12’ Holze |

| Arbitro: | Schütte |

|            |           |                      |
| Marmon 31’ | Marcatori | 57’ (rig.) Friedmann |

| Arbitro: | Weber |

|             |           |         |
| Ellguth 78’ | Marcatori | 7’ Grau |

| Arbitro: | Neuner |

|           |           |                     |
| Marmon 8’ | Marcatori | 51’ (rig.) Grabosch |

| Arbitro: | Reinstädtler |

|               |           |  |
| Cestonaro 11’ | Marcatori |  |

| Arbitro: | Hellwig |

|               |           |  |
| Linz 10’, 83’ | Marcatori |  |

| Berlino 1º marzo 1986, ore 15:00 CET 26ª giornata | Blau-Weiß Berlin | 0 – 0 referto | Osnabrück | Stadio Olimpico (1 379 spett.)\| Arbitro: \| Steffens \| |
| Arbitro:                                          | Steffens         |               |           |                                                          |

| Arbitro: | Kautschor |

|          |           |  |
| Linz 82’ | Marcatori |  |

| Arbitro: | Merk |

|                       |           |          |
| Maurer 58’ Künast 70’ | Marcatori | 49’ Grau |

| Arbitro: | Pauly |

|                 |           |                  |
| Linz 78’ (rig.) | Marcatori | 61’, 70’ Allievi |

| Arbitro: | Strigel |

|                                  |           |          |
| Lottermann 38’ Labbadia 40’, 65’ | Marcatori | 86’ Grau |

| Arbitro: | Kasperowski |

|                   |           |  |
| Linz 16’ Grau 46’ | Marcatori |  |

| Osnabrück 12 aprile 1986, ore 15:00 CEST 32ª giornata | Osnabrück | 0 – 0 referto | Alemannia Aquisgrana | Stadion an der Bremer Brücke (6 000 spett.)\| Arbitro: \| Bodmer \| |
| Arbitro:                                              | Bodmer    |               |                      |                                                                     |

| Arbitro: | Strigel |

|  |           |                         |
|  | Marcatori | 58’, 88’ Grau 61’ Holze |

| Arbitro: | Puchalski |

|          |           |  |
| Linz 70’ | Marcatori |  |

| Arbitro: | Bauer |

|                                                                   |           |               |
| Timme 18’ Fistler 42’ Schlumberger 53’ Lellek 73’ Linz 77’ (aut.) | Marcatori | 74’, 85’ Linz |

| Arbitro: | Steinborn |

|            |           |               |
| Marmon 27’ | Marcatori | 62’ Jurgeleit |

| Arbitro: | Gangkofer |

|                                                       |           |          |
| Kmiecik 9’, 36’ Elser 11’ Merkle 18’, 60’ Vollmer 83’ | Marcatori | 90’ Grau |

| Arbitro: | Boos |

|           |           |                    |
| Holze 90’ | Marcatori | 11’, 51’ Abramczik |

### Coppa di Germania
| Arbitro: | Dardenne |

|  |           |               |
|  | Marcatori | 41’, 81’ Linz |

| Arbitro: | Theobald |

|                                       |           |           |
| Scholz 6’ Remark 36’, 87’ Gaudino 89’ | Marcatori | 77’ Holze |

## Statistiche

### Statistiche di squadra
| Competizione      | Punti | In casa | In casa | In casa | In casa | In casa | In casa | In trasferta | In trasferta | In trasferta | In trasferta | In trasferta | In trasferta | Totale | Totale | Totale | Totale | Totale | Totale | DR  |
| Competizione      | Punti | G       | V       | N       | P       | Gf      | Gs      | G            | V            | N            | P            | Gf           | Gs           | G      | V      | N      | P      | Gf     | Gs     | DR  |
| ----------------- | ----- | ------- | ------- | ------- | ------- | ------- | ------- | ------------ | ------------ | ------------ | ------------ | ------------ | ------------ | ------ | ------ | ------ | ------ | ------ | ------ | --- |
| 2. Bundesliga     | 35    | 19      | 7       | 10      | 2       | 27      | 16      | 19           | 4            | 3            | 12           | 21           | 41           | 38     | 11     | 13     | 14     | 48     | 57     | -9  |
| Coppa di Germania | -     | 0       | 0       | 0       | 0       | 0       | 0       | 2            | 1            | 0            | 1            | 3            | 4            | 2      | 1      | 0      | 1      | 3      | 4      | -1  |
| Totale            | 35    | 19      | 7       | 10      | 2       | 27      | 16      | 21           | 5            | 3            | 13           | 24           | 45           | 40     | 12     | 13     | 15     | 51     | 61     | -10 |

### Andamento in campionato
| Giornata  | 1 | 2  | 3  | 4  | 5  | 6  | 7  | 8  | 9  | 10 | 11 | 12 | 13 | 14 | 15 | 16 | 17 | 18 | 19 | 20 | 21 | 22 | 23 | 24 | 25 | 26 | 27 | 28 | 29 | 30 | 31 | 32 | 33 | 34 | 35 | 36 | 37 | 38 |
| --------- | - | -- | -- | -- | -- | -- | -- | -- | -- | -- | -- | -- | -- | -- | -- | -- | -- | -- | -- | -- | -- | -- | -- | -- | -- | -- | -- | -- | -- | -- | -- | -- | -- | -- | -- | -- | -- | -- |
| Luogo     | C | T  | C  | T  | C  | T  | C  | T  | C  | T  | C  | T  | T  | C  | T  | C  | T  | C  | T  | T  | C  | T  | C  | T  | C  | T  | C  | T  | C  | T  | C  | C  | T  | C  | T  | C  | T  | C  |
| Risultato | N | P  | N  | P  | V  | N  | N  | P  | N  | V  | N  | V  | P  | V  | P  | V  | P  | N  | V  | P  | N  | N  | N  | P  | V  | N  | V  | P  | P  | P  | V  | N  | V  | V  | P  | N  | P  | P  |
| Posizione | 7 | 18 | 18 | 18 | 14 | 14 | 14 | 17 | 16 | 13 | 15 | 10 | 13 | 11 | 13 | 11 | 12 | 13 | 11 | 13 | 13 | 12 | 12 | 13 | 12 | 12 | 11 | 11 | 12 | 13 | 13 | 12 | 11 | 11 | 13 | 11 | 12 | 14 |

Legenda:

Luogo: C = Casa; T = Trasferta. Risultato: V = Vittoria; N = Pareggio; P = Sconfitta.

### Statistiche dei giocatori
| Giocatore      | 2. Bundesliga | 2. Bundesliga | 2. Bundesliga | 2. Bundesliga | Coppa di Germania | Coppa di Germania | Coppa di Germania | Coppa di Germania | Totale   | Totale | Totale      | Totale     |
| Giocatore      | Presenze      | Reti          | Ammonizioni   | Espulsioni    | Presenze          | Reti              | Ammonizioni       | Espulsioni        | Presenze | Reti   | Ammonizioni | Espulsioni |
| -------------- | ------------- | ------------- | ------------- | ------------- | ----------------- | ----------------- | ----------------- | ----------------- | -------- | ------ | ----------- | ---------- |
| O. Bauer       | 34            | 0             | 7             | 0             | 2                 | 0                 | 0                 | 0                 | 36       | 0      | 7           | 0          |
| F. Bohne       | 29            | 3             | 1             | 0             | 0                 | 0                 | 0                 | 0                 | 29       | 3      | 1           | 0          |
| W. Brocks      | 9             | 0             | 0             | 0             | 1                 | 0                 | 0                 | 0                 | 10       | 0      | 0           | 0          |
| G. Bürschel    | 2             | 0             | 0             | 0             | 0                 | 0                 | 0                 | 0                 | 2        | 0      | 0           | 0          |
| G. Eymold      | 37            | 1             | 6             | 0             | 2                 | 0                 | 0                 | 0                 | 39       | 1      | 6           | 0          |
| R. Feuerstein  | 29            | 0             | 0             | 0             | 1                 | 0                 | 0                 | 0                 | 30       | 0      | 0           | 0          |
| D. Gellrich    | 36            | 0             | 5             | 0             | 2                 | 0                 | 0                 | 0                 | 38       | 0      | 5           | 0          |
| G. Grau        | 20            | 8             | 1             | 0             | 1                 | 0                 | 0                 | 0                 | 21       | 8      | 1           | 0          |
| A. Helmer      | 32            | 0             | 7             | 0             | 2                 | 0                 | 0                 | 0                 | 34       | 0      | 7           | 0          |
| R. Heskamp     | 36            | 2             | 5             | 0             | 2                 | 0                 | 1                 | 0                 | 38       | 2      | 6           | 0          |
| S. Holze       | 28            | 6             | 3             | 0             | 2                 | 1                 | 0                 | 0                 | 30       | 7      | 3           | 0          |
| P. Jaschke     | 15            | 0             | 2             | 0             | 1                 | 0                 | 0                 | 0                 | 16       | 0      | 2           | 0          |
| M. Kalkbrenner | 37            | 0             | 5             | 0             | 2                 | 0                 | 1                 | 0                 | 39       | 0      | 6           | 0          |
| P. Linz        | 37            | 22            | 5             | 0             | 2                 | 2                 | 1                 | 0                 | 39       | 24     | 6           | 0          |
| N. Marmon      | 36            | 4             | 7             | 0             | 2                 | 0                 | 1                 | 0                 | 38       | 4      | 8           | 0          |
| U. Metschies   | 34            | 1             | 3             | 0             | 2                 | 0                 | 0                 | 0                 | 36       | 1      | 3           | 0          |
| U. Seiler      | 36            | 0             | 1             | 0             | 2                 | 0                 | 0                 | 0                 | 38       | 0      | 1           | 0          |
| H. Venzke      | 2             | 0             | 0             | 0             | 0                 | 0                 | 0                 | 0                 | 2        | 0      | 0           | 0          |